# Swammerdamella lachrymosa
Swammerdamella lachrymosa är en tvåvingeart som beskrevs av Cook 1965. Swammerdamella lachrymosa ingår i släktet Swammerdamella och familjen dyngmyggor. Inga underarter finns listade i Catalogue of Life.